# Victor Garcia (Musiker)
Victor J. Garcia (* 6. Januar 1983 in Chicago) ist ein US-amerikanischer Jazzmusiker (Trompete, Flügelhorn, Arrangement, Komposition).

## Leben und Wirken
Victor Garcia studierte in den 2000er-Jahren im Hauptfach Musikperformance an der Northern Illinois University und arbeitete ab Mitte des Jahrzehnts in der Jazzszene Chicagos. Bereits während des Studiums wurde er eingeladen, mit Angel Meléndez und dem 911 Mambo Orchestra aufzunehmen; das Album wurde für einen Grammy nominiert. 2022 schloss er sein Studium mit dem Bachelor im Hauptfach Musikpädagogik an der Concordia University Chicago ab. Erste Aufnahmen im Jazz entstanden 2007 mit dem Saxophonisten Mark O’Connor (Suspended Reality). In den folgenden Jahren spielte er u. a. mit Pablo Mayor, dem Chicago Yestet (Jazz is Politics?, u. a. mit Jeff Parker, Dana Hall), Geof Bradfield (African Flowers), Dick Reynolds, Marbin, Jackie Allen, Peter Lerner, Carlos Vega und Darius Hampton.
Seit den 2010er-Jahren ist Garcia mit dem Pianisten und Arrangeur Darwin Noguera Co-Leader des Chicago Afro Latin Jazz Ensemble aufgetreten (mit dem er 2012 auf dem Chicago Jazz Festival gastierte) und gehört Darwin Nogueras Evolution Quintet an. Des Weiteren ist er Mitglied im Chicago Jazz Orchestra (Burstin’ Out! (2012), mit Cyrille Aimée), der Joe Clark Big Band mit Jeff Hamilton, in Shawn Maxwell’s New Tomorrow und dem Chicago Soul Jazz Collective (On the Way to Be Free, mit Dee Alexander). 2018 veröffentlichte er sein Debütalbum The Grind/The Groove. Im Bereich des Jazz war er laut Tom Lord zwischen 2007 und 2022 an 25 Aufnahmesessions beteiligt. Im Lauf seiner bisherigen Karriere arbeitete er außerdem mit Künstlern wie Aretha Franklin, Arturo Sandoval, Spoon, Monty Alexander, Wynton Marsalis, Victor Manuelle, Nicholas Payton, The Temptations, Steve Turre, Tito Puente, Jr., Paquito D’Rivera, Randy Brecker, Branford Marsalis, The Isley Brothers und mit Dr. John. 2018 veröffentlichte er sein Debütalbum The Grind/The Groove. Zu hören ist er u. a. auch auf Mike Allemanas Von-Freeman-Hommage Vonology (2022).
Neil Tesser nennt ihn „einen der aufregendsten jungen Musiker“ Chicagos; Howard Reich von der Chicago Tribune meint, dass er „als überschwänglicher Solist hervorsticht, der eine beeindruckende Technik und einen strahlend polierten Ton bietet.“

## Diskographische Hinweise
- Chicago Afro Latin Jazz Ensemble: Blueprints (Chicago Sessions, 2010)